# 別寒辺牛
別寒辺牛（べかんべうし）は、北海道厚岸郡厚岸町にある地名。郵便番号は088-1101。本項では隣接するサッテベツ（郵便番号088-1139）、セタニウシ（郵便番号088-1138）、サンヌシ（郵便番号088-1140）、神岩（かむいいわ、郵便番号088-1101）、ホロニタイ（郵便番号088-1101）、登喜岱（ときたい、郵便番号088-1102）についても記載する。

## 地理
現在の別寒辺牛は若松、糸魚沢を挟んで南北に分かれており、北部に矢臼別演習場が存在するほかは、湿原や山林が広がっている。サッテベツ、セタニウシ、サンヌシ、神岩、ホロニタイ、登喜岱も同様に湿原や山林が広がっている。かつて神岩には漁業を営む小集落が存在した。

### 河川
- 別寒辺牛川
- サッテベツ川
- チャンベツ川
- トライベツ川

## 歴史

### 地名の由来
- 別寒辺牛 - アイヌ語の「ペ・カウン・ペ・ウㇱ」（水の上に何時もあるもの）に由来。この場合は、水面に群生する菱を指す。アイヌは菱をペカンペと呼び、実を食用とした[11][5]。
- サッテベツ - アイヌ語の「サッテㇰベッ」（痩せる川）に由来[5]。
- 神岩 - アイヌが信仰していた岩山[5]。
- ホロニタイ - アイヌ語の「ポロ・ニタイ」（大きな森）に由来[5]。
- 登喜岱 - アイヌ語の「ト・キタイ」（沼の頂点、沼の奥）に由来[5]。

### 沿革
- 2002年（平成14年）11月25日 - 厚岸町字名改正事業に伴い、別寒辺牛、神岩、ホロニタイ、登喜岱が成立[10]。
- 2005年（平成17年）7月11日 - 厚岸町字名改正事業に伴い、大字太田村字セタニウシ、チャンベツをもってセタニウシが、大字太田村字サッテベツ、別寒辺牛をもってサッテベツが、大字太田村、大字太田村字大別、サンヌシ、サッテベツ、大字別寒辺牛村字大別、サンヌシ、大字真龍町字ルッシをもってサンヌシが成立[9]。

## 小・中学校の学区
町立小・中学校に通う場合、学区は以下の通りとなる。
|                                  | 小学校             | 中学校             |
| -------------------------------- | ------------------ | ------------------ |
| 別寒辺牛、神岩、ホロニタイ       | 厚岸町立真龍小学校 | 厚岸町立真龍中学校 |
| サッテベツ、セタニウシ、サンヌシ | 厚岸町立太田小学校 | 厚岸町立太田中学校 |
| 登喜岱                           | 厚岸町立厚岸小学校 | 厚岸町立厚岸中学校 |

## 交通
- 国道44号
- 国道272号
- 北海道道813号上風連大別線

## 施設
- 矢臼別演習場